# Jonas Hansen
Jonas Hansen (født 7. april 1987) er en dansk fodbolddommer, der siden 2016 har dømt kampe i den danske 1. division. samt Superligaen.